# Premi Jean Monnet de Literatura Europea
El Premi Jean Monnet de Literatura Europea és un premi literari atorgat des de l’any 1995 a un autor europeu per una obra escrita o traduïda al francès l’any anterior. Dotat amb 5.000, està patrocinat pel Consell Departamental de Charente i la l'empresa Cognac Monnet.

## Llista de guanyadors
- 1995: Antonio Tabucchi (Itàlia) per Afirma Pereira
- 1996: Pierre Mertens (Bèlgica) per Une paix royale
- 1997: Arturo Pérez Reverte (Espanya) per La piel del tambor
- 1998: Herbjørg Wassmo (Noruega) per Hudløs himmel (Cel cruel)
- 1999: Harry Mulisch (Holanda) per De ontdekking van de hemel (El descobriment del cel)
- 2000: Lídia Jorge (Portugal) per O Vale da Paixão
- 2001: Jorge Semprún Maura (Espanya) per Le Mort qu'il faut
- 2002: Patrick Modiano (França) per La Petite Bijou
- 2003: William Boyd (Regne Unit) per Any Human Heart
- 2004: Angel Wagenstein (Bulgària) per  Сбогом, Шанхай (Adéu, Xangai)
- 2005: J. G. Ballard (Plantilla:Royaume-Uni) per Millenium People
- 2006: Rosetta Loy (Itàlia) per  Nero è l'albero dei ricordi, azzurra l'aria.
- 2007: Jens Christian Grøndahl (Dinamarca) per Piazza Bucarest
- 2008: Danièle Sallenave (França) per Castor de guerre.
- 2009: Claudio Magris (Itàlia) per  Lei dunque capirà (Vosté ja ho entendrà).
- 2010: Hans Magnus Enzensberger (Alemanya) per Hammerstein oder der Eigensinn.
- 2011: Sylvie Germain (França) per Le Monde sans vous.
- 2012: Antonio Munoz Molina (Espanya) per La noche de los tiempos.
- 2013: Michael Kumpfmüller (Alemanya) per  Die Herrlichkeit des Lebens (La grandesa de la vida).
- 2014: Erri De Luca (Itàlia) per  Il torto del soldato (El crim del soldat).
- 2015: Christoph Ransmayr (Àustria) per Atlas eines ängstlichen Mannes.
- 2016: Matei Vișniec (Rumania) per  Negustorul de începuturi de roman de premières phrases (El comerciant de primeres frases).
- 2017: Dominique Fernandez (França) per La Société du mystère.
- 2018: Chantal Thomas (França) per Souvenirs de la marée basse.
- 2019: Rosella Postorino (Itàlia) per Le assaggiatrici.
- 2020: Almudena Grandes Hernández (Espanya) per Los pacientes del doctor García.
- 2021: Donal Ryan (Irlanda) per From a Low and Quiet Sea.